# كامل زيزمورا
كامل زيزمورا (بالبولندية: Kamil Szymura)‏ هو لاعب كرة قدم بولندي في مركز الدفاع، ولد في 16 أغسطس 1990 في يزتشمبية ازدرويي في بولندا. شارك مع منتخب بولندا تحت 21 سنة لكرة القدم. أما مع النوادي، فقد لعب مع غورنيك زابجه.